# Castello di Modica
Il castello di Modica, in Sicilia, rappresentò per secoli la sede del potere politico e amministrativo della contea storica di Modica.

## Storia

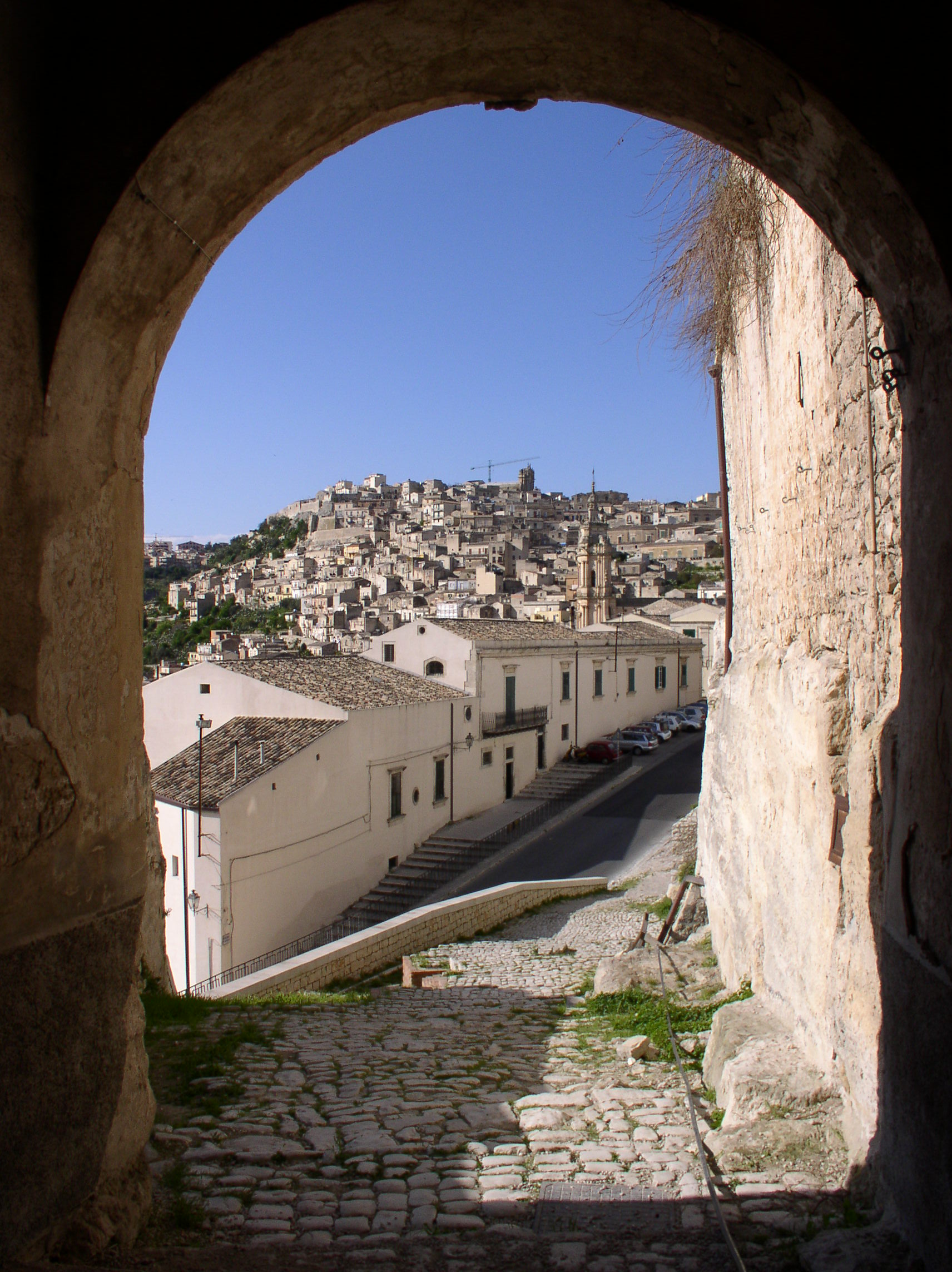
L'ingresso del castello dei Conti

Era infatti presidio fortificato militare e carcerario, residenza dei Conti prima, del Governatore della contea in nome del Conte, dopo Carlo I d'Angiò fece redigere due elenchi dei castelli demaniali siciliani: gli Statuta Castrorum Siciliae, emanati nel 1268 e nel 1272. È nel secondo elenco che troviamo citato il castello di Modica. Oltre che nello Statutum Castrorum Siciliae del 1272, il castello di Modica compare inserito in una Bolla papale datata Anagni 21 agosto 1255, indirizzata a fra Ruffino de' Minori, cappellano e penitenziere del Papa. Fu in questo castello che il conte Matteo Chiaramonte ospitò, nel 1366 il re Federico IV d'Aragona, e nel 1401 il conte Bernardo Cabrera vi accolse il re di Sicilia Martino I. Ivi si amministrava anche la Giustizia, essendo sede, dal 1361, della Gran Corte, cui si aggiunse nel 1392 la Corte delle I e II Appellazioni, per divenire poi dal 2 giugno 1862 Tribunale civile e penale di I grado e Corte d'assise. La città divenne Capoluogo di Distretto della Intendenza di Siracusa, e la sede di tutti gli uffici rimase nel castello fino al 1865. Con l'Unità d'Italia, furono cacciati dai loro conventi e monasteri gli Ordini religiosi, ed il Castello dei Conti fu definitivamente abbandonato, andandosi a trasferire il Carcere, il Tribunale e gli Uffici Circondariali pressi i vari conventi resisi disponibili.

## Il castello
Dal punto di vista monumentale, il Castello, viene modificato in varie epoche tra l'VIII e il XIX secolo, e si erge su un promontorio roccioso difficilmente attaccabile, con due lati su tre costituiti da pareti a strapiombo. All'esterno rimane una torre poligonale (XIV sec). Nel cortile interno sono visitabili le carceri medievali, civili e "criminali", una serie di stanze squadrate ricavate dalla roccia, ognuna riservata ad una specifica categoria di carcerati: donne, condannati comuni, galantuomini, persone in attesa di giudizio. Per i briganti più pericolosi c'erano (una è ancor oggi visibile) due grandi fosse profonde circa sette metri, chiuse in alto da una possente grata di ferro, dalla quale entravano la luce e l'aria. Nello stesso cortile poi è presente la più recente chiesa della Madonna del Medagliere (sorta nel 1930 sui ruderi della chiesa di San Leonardo, a conforto dei carcerati fino al 1865), inoltre è visibile ciò che resta della chiesa di San Cataldo, che era la cappella privata del Conte e del Governatore, e infine tre nicchie campanarie oggi murate all'esterno, il suono delle cui campane indicava alla città le ore, ed i momenti che si vivevano all'interno del Castello. Crollate a causa del terremoto del 1693, o demolite perché di intralcio allo sviluppo urbanistico moderno della zona, quasi nulla più resta delle 5 torri, delle 4 porte e della cinta muraria dell'antico maniero. Recentemente è venuto alla luce, e reso fruibile, un suggestivo cunicolo sotterraneo scavato nella roccia, che trapassa lo sperone roccioso su cui sorge il Castello: era un passaggio di ronda militare. Recentissimi scavi archeologici nell'area del castello, che vanno di pari passo coi lavori di un grande progetto per un riuso moderno della parte nuova del castello stesso come centro congressi, stanno portando alla luce suppellettili varie, arredi funerari, ceramiche, monete bronzee, vasellame, pavimentazioni, fondamenta di grosse mura portanti, nascosti sotto carichi secolari di materiali di risulta, e risalenti dal bronzo antico, passando per il periodo ellenistico, quello romano, poi tracce del periodo arabo, per arrivare a coprire tutto il periodo dell'uso amministrativo, militare e carcerario del castello, fino a tutto l'Ottocento.